# Старое Клейменово
Старое Клеймёново — деревня в Тульской области России. С точки зрения административно-территориального устройства входит в Алексинский район. В плане местного самоуправления входит в состав муниципального образования город Алексин.

## География
Старое Клеймёново  находится в северо-западной части региона, в пределах северо-восточного склона Среднерусской возвышенности, в подзоне широколиственных лесов, к северу  от деревни Александровка и автодороги 70К-013.

### Климат
Климат на территории Старое Клейменово , как и во всём районе, характеризуется как умеренно континентальный, с ярко выраженными сезонами года. Средняя температура воздуха летнего периода — 16 — 20 °C (абсолютный максимум — 38 °С); зимнего периода — −5 — −12 °C (абсолютный минимум — −46 °С).
Снежный покров держится в среднем 130—145 дней в году.
Среднегодовое количество осадков — 650—730 мм.

## История
До муниципальной реформы в марте 2005 года входила в Александровский сельский округ. После её проведения включёна в образованные муниципального образования сельское поселение «Шелепинское» и в Алексинский муниципальный район.
21 июня 2014 года Алексинский муниципальный район и  сельское поселение «Шелепинское» были упразднены, деревня Старое Клеймёново  стала входить в городской округ Алексин.

## Население
| 2010 |
| ---- |
| 20   |

Согласно результатам переписи 2002 года, в национальной структуре населения русские составляли 100 % из 23 чел.. Проживали 9 мужчин и 14 женщин.

## Инфраструктура
Обслуживается отделением почтовой связи  301383.
Личное подсобное хозяйство (на август 2022 года 28 домов)

## Транспорт
Деревня доступна автотранспортом. Ближайшая остановка общественного транспорта «Александровка». 